# Tenori-on

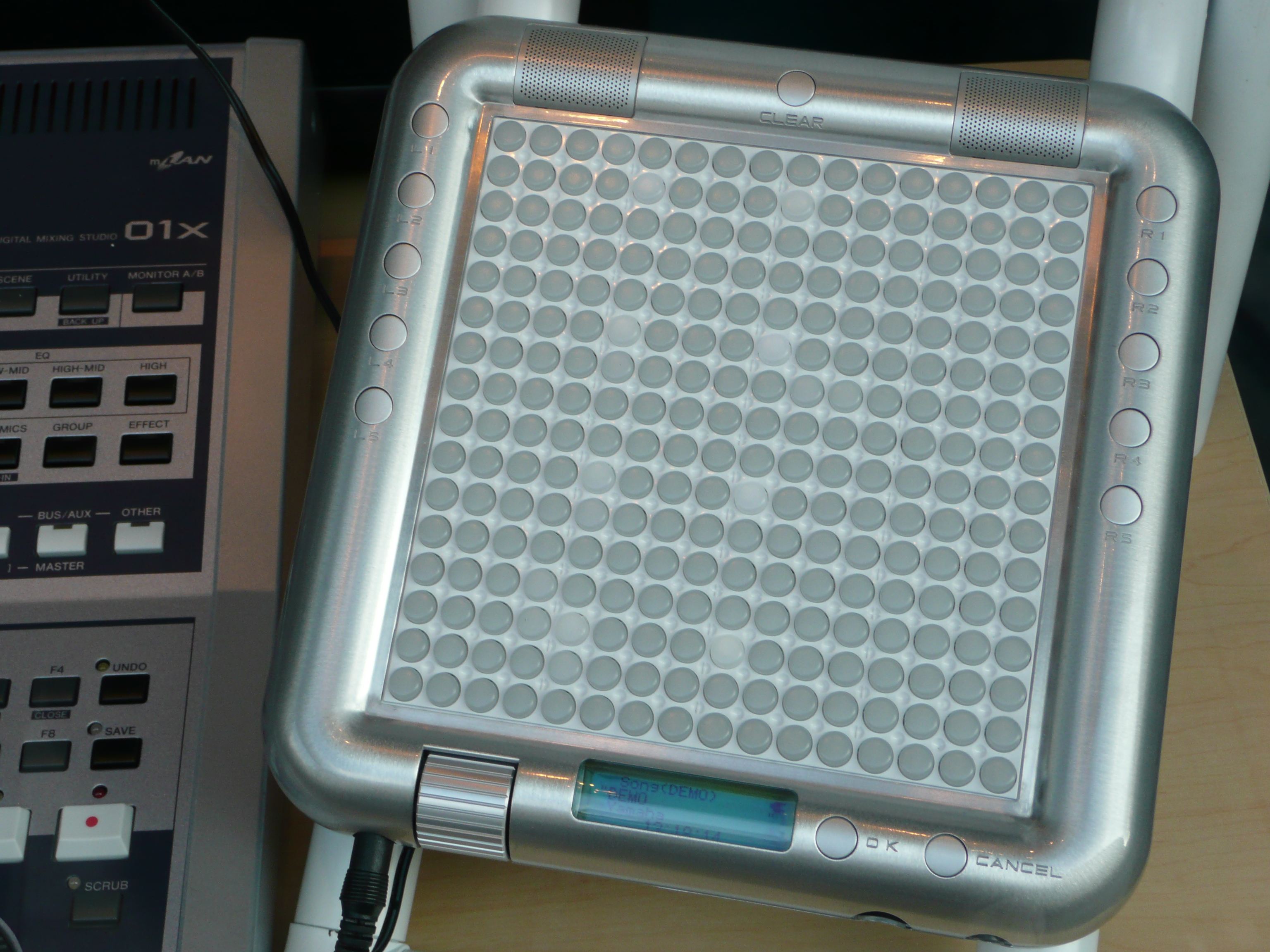
Tenori-on

Tenori-on är ett elektroniskt musikinstrument, skapat av den japanska konstnären, Toshio Iwai i samarbete med företaget Yamaha.